# (21686) Koschny
(21686) Koschny est un astéroïde de la ceinture principale d'astéroïdes.

## Description
(21686) Koschny est un astéroïde de la ceinture principale d'astéroïdes. Il fut découvert le 11 septembre 1999 à Drebach par André Knöfel. Il présente une orbite caractérisée par un demi-grand axe de 2,28 UA, une excentricité de 0,11 et une inclinaison de 1,7° par rapport à l'écliptique.

## Compléments